# Adolphe Keller
Pour les articles homonymes, voir Keller.
 (juillet 2023).
Adolphe Keller, né à Bruxelles le 21 juin 1880 et mort le 10 janvier 1968, est un peintre, dessinateur, aquarelliste et pastelliste belge.

## Biographie
Élève de P. Braeke et Henri Ottevaere à l'Académie de Saint-Josse-ten-Noode et ensuite élève de l'Académie de Bruxelles (1897). 
Au début du XXe siècle, il installe son atelier à Nieuport, qui sera détruit pendant la Première Guerre mondiale. Il quitte alors la côte belge pour le Sud de la France, s'établissant à Saint-Tropez en Provence, jusqu'à l'éclatement de la Seconde Guerre mondiale.
En 1939, il se fixe au Rouge-Cloître où il peint la forêt de Soignes. Il est sensible à la lumière, comme les impressionnistes brabançons. 
Il préside le cercle Alfred Bastien et est ami de Paul Delvaux.
Prédilection pour les paysages, les bois, les natures mortes, les tableaux de genre, les fleurs. La renommée internationale lui vint des paysages admirables. 
Auderghem lui a dédié une rue le 28 septembre 1934.
Adolphe Keller a habité longtemps à Auderghem, avenue Théo Vanpé no 19.